# Спартак (клуб по хоккею с мячом)
Спартак (Москва) — клуб по хоккею с мячом, существовавший 1922—1961 годах.

## Названия
- 1922-1923 — МКС (Московский Клуб Спорта)
- 1923-1925 — «Красная Пресня» (Краснопресненский спортивный клуб РКСМ)
- 1926-1930 — «Пищевики» (команда Центрального клуба имени М.П. Томского Союз Пищевиков)
- 1931-1935 — «Промкооперация» (до февраля 1931 года «Москоппромсовет»)
- с 1 февраля 1935 года   — «Спартак»

## История
Команда по хоккею с мячом «Красная Пресня» (Краснопресненский спортивный клуб РКСМ) была создана зимой 1923/1924 года на основе спортивного клуба МКС, выступавшего в чемпионате Москвы зимой 1922/1923 года. То есть по сути «Красная Пресня» была создана из команд по хоккею с мячом РГО «Сокол» (зимой 1922/1923 играла под названием Московский клуб спорта) по хоккею с мячом, история которых начинается ещё с зимы 1908/1909 года. В 1927 и 1928 годах команда «Пищевики» стала чемпионом Москвы, в 1929 — вице-чемпионом, а в 1930 — бронзовым призёром чемпионата. Можно также сказать, что до зимы 1926/1927 года команда по хоккею с мячом играла на Патриаршем пруду, которым владело РГО «Сокол» с 1903 года. Коллективы Центрального клуба имени Томского уже играли на открытом в 1926 году стадионе им. Томского союза пищевиков. А с зимы 1931/1932 года, уже после упразднения (янв. 1931 г.) союза пищевиков, команда с новым названием «Промкооперация» опять стала играть на катке Патриаршего пруда.
Матчи всесоюзного календаря проводила на Центральном стадионе «Динамо» и его малой арене, реже на своём стадионе на Ширяевом поле.
28 января 1935 года в хоккейном сезоне 1934/1935 года команда по хоккею с мячом «Промкооперация» была переименована в «Спартак». То есть команда по хоккею с мячом «Промкооперация» начала сезон в декабре 1934 года под названием «Промкооперация», а закончила сезоне в феврале 1935 года уже под названием «Спартак».
Звёздами первой величины были футболисты «Спартака» — братья Старостины.
Команда участвовала в первом чемпионате страны в 1936 году и заняла 7 место. В 1948 году команда пробилась в финал Кубка СССР, где уступила московскому «Динамо». После восстановления чемпионата в 1950 году «Спартак» также участвовал в нём. Но после чемпионата 1952 года команда, занявшая четвёртое место была переведена во вторую группу (после стыковых игр «Спартак» уступил место «Буревестнику»).
В 1956 году команда отказалась от участия в турнире класса «Б» и играла лишь в чемпионате Москвы. В 1961 году команда была расформирована.
В четырёх чемпионатах СССР команда провела 26 игр (10 побед, 10 ничьих, 6 поражений).

## Достижения
- Чемпионат СССР
- Бронзовый призёр (2): 1950, 1951

- Кубок СССР
- Финалист (1): 1948

- Чемпионат Москвы
- Чемпион (5): 1927, 1928, 1942, 1947, 1960
- Вице-чемпион Москвы - 1929
- Бронзовый призёр чемпионата Москвы - 1930

## Составы команд и авторы мячей в чемпионатах страны
Чемпионат СССР по хоккею с мячом 1936 года: Михаил Медведев — Василий Величкин, Иван Денисов, Зденек Зигмунд, Александр Игумнов (4), Сергей (наст. имя Серафим) Кривоносов (1), Станислав Леута, Дмитрий Максимов (1), Виктор Никифоров, Пётр Рдультовский, Александр Старостин, Андрей Старостин (1), Николай Старостин (2), Виктор Соколов, Анатолий Чаплинский, Николай Черников.
Чемпионат СССР по хоккею с мячом 1950 года: Анатолий Мельников — Владимир Виноградов, Николай Дементьев (1), Виктор Листиков (5), Иван Лунёв, Константин Малинин, Георгий Микульшин (1), Николай Монахов (2), И. Мусеев, Алексей Парамонов (2), Юрий Седов, Виктор Соколов, Владимир Туляков.
Чемпионат СССР по хоккею с мячом 1951 года: В. Гагин, Анатолий Мельников — Илья Барахов (3), Сергей Воробьёв, Константин Малинин, Георгий Микульшин (1), Николай Монахов (3), Виктор Соколов, Ярослав Тараненко, Николай Тимошин (4), Н. Фёдоров, В. Филиппов, Владимир Виноградов, Иван Лунёв, Алексей Парамонов, Владимир Смирнов, Борис Соколов, Николай Дементьев, Константин Клеусов, Виктор Листиков, П. Руднев, А. Тихонов, П. Шапошников.
Чемпионат СССР по хоккею с мячом 1952 года: Глеб Белянчиков, Анатолий Мельников, Дмитрий Петров — Илья Барахов, Воробьёв, Гладков (?), Громов(?), Николай Дементьев (?), Константин Клеусов (3), Виктор Листиков (1), Константин Малинин, Николай Монахов (?), Георгий Микульшин, Алексей Парамонов (?), А. Петров (1), Евгений Папугин, Руднев, Владимир Смирнов (1), Виктор Соколов (?), П. Тараненко, Николай Тимошин (?), Н. Фёдоров.

## Состав команды в финале Кубка СССР (29 февраля 1948 г.)
Белянчиков – Бокуняев, Мусеев, Малинин, С. Артемьев, Морозов, Гусев, Н. Дементьев, Листиков, Игумнов (К), Дмитриев.

## Ведущие игроки
- Николай Дементьев
- Александр Игумнов
- Евгений Климанов
- Константин Малинин
- Анатолий Мельников
- Владимир Меньшиков
- Евгений Папугин
- Алексей Парамонов
- Владимир Смирнов
- Виктор Соколов
- Андрей Старостин
- Николай Старостин
- Виктор Листиков

## Тренеры
- Николай Старостин 1934-1937
- Николай Старостин 1941-1942
- Константин Квашнин 1944-1945
- Владимир Степанов 1947-1949
- Виктор Соколов 1949-1951
- Владимир Степанов 1951-1952
- Владимир Горохов 1951-1952
- Владимир Степанов 1951-1952
- Александр Оботов 1953-1954
- Н.А. Монахов 1954-1961